# Levantamiento bolchevique en Taskent
El levantamiento armado en Taskent (en ruso; Октябрьское вооружённое восстание в Ташкенте) fue un levantamiento llevado a cabo por una coalición de bolcheviques y socialrevolucionarios de izquierda en la ciudad de Taskent, que tuvo lugar del 28 de octubre/ de noviembre al 10 de noviembre/14 de noviembre de 1917 después de la caída del Gobierno Provisional Ruso durante la Revolución de Octubre. 

## Antecedentes
En septiembre de 1917, tras la represión del intento de golpe de Estado del general Kornílov, el Sóviet de Taskent adoptó una resolución sobre la necesidad de transferir el poder a los sóviets, y el 12 de septiembre de 1917 se decidió realizar un mitin en Taskent. Sin embargo, el Comité del Turkestán del Gobierno Provisional, encabezado por Vladímir Nalivkin, que poseía todo el poder en el Territorio del Turkestán y la ciudad de Taskent en ese momento, se opuso categóricamente a la manifestación y prohibió las manifestaciones, procesiones y reuniones en la ciudad durante tres días. Como resultado de este y posteriores eventos, conocidos como los "eventos de septiembre en Taskent", el 19 de septiembre de 1917, se enviaron tropas a Taskent bajo el mando del general Pável Korovichenko, quien llegó a Taskent el 24 de septiembre. Korovichenko fue declarado Comisario General del Gobierno Provisional para la administración del Territorio del Turkestán y nombrado comandante de las tropas del Distrito Militar de Turkestán, y Nalivkin renunció al cargo de jefe de la región de Turkestán.

### Manifestación en Taskent el 13 de diciembre de 1917
El poder dual se estableció en Taskent: por un lado, formalmente, el poder permaneció en manos del Comité de Turkestán del Gobierno Provisional y el General Korovichenko, quien contó con el apoyo de las tropas gubernamentales, por otro lado, el Sóviet de Taskent, el Comité Ejecutivo y Comité Revolucionario, apoyados por los trabajadores y numerosos soldados de la ciudad de Taskent, tenían el poder real sobre la región.
El Comité Revolucionario, compuesto principalmente por representantes de los bolcheviques y los socialrevolucionarios de izquierda, se preparaba activamente para la toma armada de todo el poder en la ciudad y en la región.
Por su parte, el general Korovichenko, apoyándose en destacamentos de cadetes y cosacos leales a él, intentó desarmar a las unidades militares poco fiables desde su punto de vista. En la noche del 18 al 19 de octubre, la compañía de la fortaleza fue desarmada y los soldados de la compañía de la fortaleza fueron arrestados.
Korovichenko recibió la orden del Ministro de Guerra sobre la desmovilización de los 1.º y 2.º Regimientos de Infantería, pues estos tenían una mentalidad más revolucionaria.
El 25 de octubre de 1917, se celebró en Taskent una reunión de los bolcheviques y miembros del comité ejecutivo del sóviet de Tashkent, en la que se consideró el tema de la organización y planificación de un levantamiento armado en la ciudad. Para liderar el levantamiento se creó el Comité Militar Revolucionario de Taskent, integrado por V. S. Lyapina (como presidente), A. I. Pershina, E. A. y  Yermolov, entre otros.

### Inicio del enfrentamiento
En la noche del 27 al 28 de octubre, por orden de Korovichenko, cadetes y cosacos, con el apoyo de vehículos blindados, rodearon la "Casa de la Libertad", donde en ese momento se realizaba la reunión conjunta del Sóviet de Diputados Obreros y Soldados, y de los comités de regimiento, de compañía y de mando. Cinco miembros del comité ejecutivo fueron arrestados en la "Casa de la Libertad", y en el Consejo Regional, fueron arrestados el presidente del Consejo Regional, el Dr. Uspenski, y un miembro del Consejo Regional, Kazakov. Todos los arrestados fueron enviados a la prisión donde se encontraban los miembros del Comité Ejecutivo arrestados anteriormente.
Esa misma noche, los soldados del 2.º Regimiento de Siberia fueron desarmados. Un intento posterior de desarmar al 1° Regimiento no tuvo éxito. Después de eso, los trabajadores de los talleres ferroviarios se unieron a los soldados del 1° Regimiento, quienes comenzaron tomar las armas que estaban disponibles en el 1° Regimiento.
En sus memorias, Mijaíl Semiónovich Kolushev, un trabajador clandestino, revolucionario bolchevique y un suboficial, que en ese momento estaba a cargo de un arsenal, escribe lo siguiente: “Cuando el general Korovichenko dio la orden de entregar las armas desde el almacén, no hice esto, y cuando los soldados del 1° Regimiento se unieron a los trabajadores insurgentes, los armaron, dándoles 200 rifles con munición completa. Un poco más tarde, crearon un grupo de ocho voluntarios, que fueron a la parte trasera del 2.º regimiento. Era necesario desviar la atención. La maniobra fue exitosa, el 1° Regimiento finalmente cruzó el puente. Pero el grupo en sí, que reuní, fue atacado a tiros, como resultado, una persona murió y yo mismo resultó gravemente herido. Según las memorias de I. Gusarov, un obrero de los talleres ferroviarios.

“En la mañana del 28 de octubre, los trabajadores de los talleres ferroviarios principales de Asia Central llegaron a trabajar como de costumbre. Sonó una alarma. Los trabajadores se reunieron afuera de la oficina principal. Se realizó un breve mitin, cuyos participantes aceptaron la propuesta de los Camaradas. Pershina y Lyapina: inmediatamente tomen las armas contra la burguesía, derroquen el poder del Gobierno Provisional. El camarada Pomogaybo, tornero en un taller mecánico, fue elegido comandante de los destacamentos revolucionarios. Para encabezar el levantamiento, se creó un Comité Revolucionario, compuesto principalmente por bolcheviques. El camarada Lipin, tornero de un taller mecánico, bolchevique, miembro del soviet de Tashkent, fue elegido presidente del Comité Revolucionario. En la estación Tashkent-Passenger, se ubicó el Comité de Tashkent del POSDR para el liderazgo general del levantamiento armado.

Los trabajadores recibieron armas del 1.er Regimiento de Reserva de Siberia y tomaron posiciones en los territorios de los talleres. Los talleres estaban rodeados por el 5º Regimiento de cosacos de Oremburgo, que apoyaba al Gobierno Provisional.
Los trabajadores convirtieron los talleres en una fortaleza. Por la mañana comenzamos a construir barricadas: a lo largo de Psychiatric Street y Kuylyuk Highway, en el puente ferroviario que bordeaba el territorio de la tienda de vagones. La sección del taller de carretas adquirió una importancia decisiva en las batallas contra los cadetes y alféreces.
Un grupo de carpinteros con sierras y hachas fue enviado desde el taller de carretas para construir barricadas con álamos. Estaba encabezado por Shchitin y Antonov. Se construyeron barricadas a lo largo de las calles adyacentes a la estación: Mariinskaya, Hospitalnaya, Dukhovskaya, Novostruevskaya. Entre los constructores de las barricadas había muchos voluntarios, hombres, mujeres y adolescentes.

En un momento en que los trabajadores levantaban barricadas en la carretera de Kuilyuk, el comandante de la fortaleza militar de Tashkent, el coronel Bek, con un ayudante y un cadete, se dirigían en un automóvil de pasajeros al asentamiento de cosacos, donde estaba el 5º regimiento de cosacos. situado. Al ver las barricadas, el conductor dio marcha atrás, pero detrás de la carretera resultó estar bloqueada por carros y carros. Al ver que las cosas no iban bien, el coronel con su guardaespaldas saltó del auto y echó a correr. Corrí tras él, sin tener armas conmigo. Mi orden: “¡Alto, manos arriba!” no surtió efecto. Entonces le grité a Beck que dispararía. El coronel se asustó, levantó las manos y se dejó desarmar. Le quité el revólver y el sable. Llevamos a los prisioneros a una fortaleza en funcionamiento”.

Así, en la madrugada del sábado 28 de octubre de 1917, se iniciaron en Taskent enfrentamientos armados entre las tropas del Comité de Turkestán del Gobierno Provisional al mando del general Korovichenko, por un lado, y soldados partidarios de los revolucionarios de la guarnición de Taskent y trabajadores de talleres ferroviarios, por el otro.
Destacamentos de trabajadores comenzaron a operar en el área de Hospitalnaya, Konstantinovskaya (T. Shevchenko), calles Dukhovskaya (calle Poltoratski) y Kuylyukskaya (autopista Kuibyshevskoye). Los rebeldes comenzaron a construir barricadas a lo largo de la calle Kuilyukskaya, en el puente ferroviario, en las calles adyacentes a la estación: Mariinski, Hospitalnaya, Dukhovskaya y Novostruevskaya.

### Fuerzas de ambos bandos
Del lado de los rebeldes, estaban los escuadrones de trabajadores formadas unas 2,500 personas (de las cuales 1,000 estaban armadas), el 1° Regimiento Siberiano, baterías de morteros de dos cañones, baterías ligeras de dos cañones 27 y 28, 2 escuadrones de repuesto y otros equipos pequeños.
Las tropas del bando del Gobierno Provisional ocuparon casi todo el territorio de la nueva ciudad, incluida la fortaleza militar, excepto la zona de la estación de ferrocarril y el asentamiento obrero. El centro de las fuerzas gubernamentales en Taskent era la "Casa Blanca". Del lado de Korovichenko había una escuela de alféreces, una escuela militar, los 6° y 17° Regimientos Cosacos de Orenburgo, doscientos jinetes de Semirechensk y un "batallón musulmán", así como artillería de regimiento de fortaleza y 2 vehículos blindados.
Inicialmente, la superioridad estaba del lado de las tropas gubernamentales, y el 28 de octubre, los revolucionarios se ubicaron en el área de los talleres ferroviarios, las tropas gubernamentales ocuparon Pervushinski (Plaza Poltoratski), el Hospital Staro (Calle Kafanov), Dujovskói (a lo largo de la calle Proletarskaya) y otros puentes, y el tráfico ferroviario se detuvo. Sin embargo, los intentos de las tropas de Korovichenko de penetrar el 28 y 29 de octubre en los talleres ferroviarios principales fracasaron.

### Traspaso de la iniciativa a los rebeldes
En la noche del 29 de octubre, obreros y soldados revolucionarios armados ocuparon el puente sobre el Salar y rodearon el cuartel del 17.º Regimiento de cosacos de Oremburgo. Los 800 cosacos y junkers que se encontraban allí, tras una breve resistencia, se rindieron. Los soldados revolucionarios enviaron ayuda a los rebeldes en Taskent desde otras ciudades de Turkestán; Nueva Bujará (Kagan), Kattakurgán, Kokand, Asjabat y Krasnovodsk. Por ejemplo, la guarnición de la fortaleza de Kushka envió un destacamento de 500 soldados, 8 cañones ligeros de fortaleza, 12 ametralladoras, 800 proyectiles y 1000 granadas de mano.
Las fuerzas del gobierno, dirigidas por Korovichenko, quedaron aisladas, y las tropas enviadas en su ayuda desde el centro de Rusia quedaron atrapadas en Samara y destacamentos de Skobelev (Ferganá), en Juyand (Leninabad) debido a una huelga de trabajadores ferroviarios. El 30 de octubre, 600 soldados Semirechye desmovilizados, que regresaban del frente del Cáucaso, llegaron desde la estación de Kaufmanskaya para ayudar a los rebeldes, quienes inmediatamente fueron a los talleres ferroviarios y recibieron armas del 17.º Regimiento de Cosacos de Orenburgo.
Un intento de disparar contra los talleres ferroviarios con cañones de artillería de fortaleza fracasó porque “los soldados no querían disparar a los trabajadores y deliberadamente aumentaron la distancia de la mira y el tubo del proyectil. En la noche del 30 de octubre, los soldados de la fortaleza quitaron los candados de las armas, y arrojándolas al río.
Anticipándose a la posibilidad de asaltar la fortaleza, Korovichenko ordenó en la noche del 29 al 30 de octubre transportar a los miembros arrestados del Consejo Regional y del Comité Ejecutivo a la fortaleza.
Para fortalecer sus posiciones, Korovichenko intentó armar a la población civil de Taskent que lo apoyaba, incluida la población de la Ciudad Vieja.
La inconsistencia de las acciones y los intentos del general Korovichenko, ya sea para concluir una tregua con soldados y trabajadores revolucionarios armados, o para dar órdenes de reprimir un levantamiento armado por la fuerza antes del final del período de tregua designado, finalmente ocasionó que sus oficiales y partidarios se volvieran contra él, e incluso antes del cese de las hostilidades lo arrestaron, privándolo de sus poderes, y en su lugar eligieron al comandante de las tropas del comandante del regimiento cosaco, el coronel Burlin.
En la mañana del 31 de octubre, los rebeldes comenzaron a atacar simultáneamente en tres columnas en tres direcciones. El primer destacamento: a lo largo de la calle Hospitalnaya, el segundo a lo largo de la calle Shevchenko y el tercero a lo largo de Dujovskaya. Y el cuarto destacamento, formado por trabajadores de los talleres de Borodino y soldados de la estación militar de alimentos, se movió a lo largo de la carretera Kuylyuk y la calle Senyavskaya en dirección a la escuela militar de cadetes.
Todo el día del 30 de octubre hubo enfrentamientos. El comité turco del Gobierno Provisional, viendo que las fuerzas revolucionarias crecían, en la noche del 31 de octubre entró en negociaciones con el cuartel general revolucionario para un armisticio. Desde el Gobierno Provisional, las negociaciones fueron conducidas por Dorrer y un sacerdote, el padre Andréi. Sin embargo las negociaciones no dieron pie a ningún acuerdo.
A las 5 de la mañana del 31 de octubre, los bastiones de las tropas gubernamentales tomaron una madrasa, un seminario teológico y un gimnasio. Los revolucionarios ocuparon correos, telégrafos, bancos, instituciones gubernamentales y públicas. Los destacamentos revolucionarios lanzaron un ataque contra la Casa Blanca, donde se encontraba el Comité Turco. La Casa Blanca fue tomada. Las tropas de Korovichenko se retiraron a la fortaleza militar. Para la tarde del 31 de octubre, toda la ciudad estaba ocupada por soldados y trabajadores revolucionarios, y a las 9 de la mañana del 1 de noviembre/14 de noviembre, destacamentos revolucionarios rodearon la fortaleza militar por tres lados, en los que se encontraban las fuerzas restantes del Gobierno Provisional: cadetes, alféreces y oficiales, que eran un total de 350 personas. 
Al final, los junkers que defendían la fortaleza se rindieron, y en la mañana del 1 de noviembre/14 de noviembre, los revolucionarios ocuparon la fortaleza y desarmaron a los junkers, que fueron enviados bajo arresto al cuartel del 2.º Regimiento.

### Después del levantamiento
El general Korovichenko, que ya estaba bajo arresto en la Escuela de Alférez en el territorio de la fortaleza, fue trasladado a la caseta de vigilancia, donde anteriormente se encontraban detenidos los miembros arrestados del Sóviet Regional y del Comité Ejecutivo. El asistente de Korovichenko, el Conde Dorrer, también fue arrestado. Uno de los más firmes partidarios de la lucha armada contra los soldados y trabajadores revolucionarios y miembro del Comité de Turkestán del Gobierno Provisional, Shendrikov, logró escapar.
El mismo día, el Sóviet de Diputados Obreros y Soldados de Taskent emitió una proclamación a la población, anunciando la victoria del poder soviético en Taskent.
Se envió un telegrama a Petrogrado que decía que “El 31 de octubre, las tropas del gobierno provisional, bajo el mando del Comisario General Korovichenko, después de una batalla de 4 días, se rindieron. Los principales culpables, los líderes de la protesta contra la democracia, han sido detenidos”.
El domingo 5 de noviembre, en el Parque Aleksandrov, se construyó una fosa común, donde enterraron a las víctimas del levantamiento de Taskent, "que cayeron en la lucha por la libertad y la revolución".
El conde Dorrer fue juzgado y condenado por el tribunal a una pena de prisión de tres años y cuatro meses.El 13 de diciembre de 1917, durante una manifestación de los habitantes de Turkestán en apoyo a la Autonomía de Kokand, fue liberado por un grupo de manifestantes.